# RK Zamet
A Rukometni klub Zamet egy horvát férfi kézilabdacsapat, amely a horvát bajnokság élvonalában szerepel. Székhelye Fiumében található, hazai mérkőzéseit a 2350 néző befogadására alkalmas Centar Zametben játssza. 
A klub elsősorban utánpótlás neveléséről híres, a csapatban kezdte pályafutását vagy játszott a klubban az olimpiai bajnok Valter Matošević, Alvaro Načinović, Valner Franković és Mirza Džomba, a világbajnok Irfan Smajlagić, Vladimir Šujster, Zlatko Saračević és Božidar Jović, valamint a világbajnoki bronzérmes Jakov Gojun.

## A klub története
A klub 1957 szeptemberében alakult RK Partizan Zamet néven, Prof. Stanko Jerger, Josip Šarić és Vittorio Drog jóvoltából. Az első csapat játékosai Vilim Blažić, Tomislav Blažić, Nelo Stepčić, Vinko Radovčić, Anton Srdoč, Boris Kinkela, Josip Šarić és Stanko Jerger voltak.

## A csarnok
1973-tól 2009-ig a klub a Trsat külvárosában található Dvorana Mladostiban játszotta hazai mérkőzéseit. 2009-től a csapatnak a Centar Zamet ad otthont, amelynek befogadóképessége 2350 fő.

## A klub szezonjai
Az önálló horvát bajnokság megalakulása óta az RK Zamet az élvonalban szerepelt, előbb a First League-ben, majd  a Premier League-ben. Egyetlen idényt, az 1995-96-ost töltötték a másodosztályban, ekkor bajnokként jutottak vissza az élvonalba. 
| Szezon  | Bajnokság      | Helyezés |
| ------- | -------------- | -------- |
| 1991-92 | First A League | 2.       |
| 1992-93 | First A League | 6.       |
| 1993-94 | First A League | 8.       |
| 1994-95 | First A League | 9.       |
| 1995-96 | First B League | 1.       |
| 1996-97 | First A League | 5.       |
| 1997-98 | First A League | 3.       |
| 1998-99 | First A League | 3.       |
| 1999-00 | First A League | 7.       |
| 2000-01 | First A League | 4.       |
| 2001-02 | First League   | 4.       |
| 2002-03 | First League   | 5.       |
| 2003-04 | First League   | 4.       |

| Szezon  | Bajnokság      | Helyezés |
| ------- | -------------- | -------- |
| 2004-05 | First League   | 14.      |
| 2005-06 | First League   | 6.       |
| 2006-07 | First League   | 10.      |
| 2007-08 | First League   | 8.       |
| 2008-09 | Premier League | 14.      |
| 2009-10 | Premier League | 12.      |
| 2010-11 | Premier League | 9.       |
| 2011-12 | Premier League | 7.       |
| 2012-13 | Premier League | 7.       |
| 2013-14 | Premier League | 8.       |
| 2014-15 | Premier League | 7.       |
| 2015-16 | Premier League | 4.       |
| 2016-17 | Premier League | 9.       |

| Szezon  | Bajnokság      | Helyezés |
| ------- | -------------- | -------- |
| 2017-18 | Premier League | 7.       |

## A csapat

### Játékoskeret
2017-18-as szezon
| Kapusok - 01 Wang Quan - 12 Fran Lučin - 16 Marin Sorić Jobbszélsők - 05 Martin Mozetić - 06 Jakov Mozetić Balszélsők - 02 Damir Vučko - 04 Dario Jeličić - 20 Dujam Dunato Beállósok - 13 Veron Načinović - 19 Ivan Majić | Balátlövők - 07 Luka Grgurević - 14 Zhao Chen Irányítók - 09 Nikola Njegovan - 17 Antun Dunato - 22 Marko Mrakovčić - 23 Matija Golik Jobbátlövők - 11 Marin Kružić - 15 Matija Starčević |

### A szakmai stáb
- Klubelnök: Vedran Devčić
- Sportigazgató: Vedran Babić
- Vezetőedző: Nedjeljko Lalić
- Másodedző: Marin Mišković
- Erőnléti edző: Emil Baltić
- Erőnléti edző: Dragan Marijanović
- Csapatmenedzser : Boris Konjuh

### Ifjúsági akadémia
- Igazgató: Damir Bogdanović
- Edzői stáb: Saša Sardelić, Matko Novaković, Nikola Mrđen és Ivan Marenčić
- Kapusedző: Valter Matošević
- U-19-es edző: Marin Mišković
- U-16-es edző: Alen Kurbanović
- U-14-es edző : Mateo Hrvatin
- U-10-es edző: Milan Uzelac

Forrás: SportCom.hr

## A klub ismertebb játékosai
| - Stanko Jerger - Simeon Kosanović - Željko Kosanović - Željko Tomac - Ivan Munitić - Vlado Vukoje - Roberto Sošić - Jurica Lakić - Darko Srdoč - Marijan Seđak - Mladenko Mišković - Željko Gašperov | - Boris Dragičević - Boris Komucki - Drago Žiljak - Valter Periša - Darko Dunato - Željko Milanović - Williams Černeka - Valter Marković - Damir Čavlović - Ivica Rimanić - Marin Mišković - Tonči Peribonio | - Alvaro Načinović - Valter Matošević - Mladen Prskalo - Darko Franović - Valner Franković - Irfan Smajlagić - Zlatko Saračević - Petar Misovski - Dean Ožbolt - Vladimir Šujster - Robert Savković - Ivan Vukas | - Mirza Džomba - Renato Sulić - Nikola Blažičko - Milan Uzelac - Edin Bašić - Marko Bagarić - Jakov Gojun - Mateo Hrvatin - Dario Černeka - Ivan Pešić - Ivan Stevanović - Krešimir Kozina |

## A klub vezetőedzői
| - Josip Šarić (1957–1964) - Tomislav Mohorić (1964–1965) - Mladenko Mišković (1965–1966) - Simeon Kosanović (1966–1968) - Stanko Jerger (1969–1970) - Mladenko Mišković (1970–1979) - Vjekoslav Sardelić (1979–1980) - Ivica Rimanić (1980–1981) - Jurica Lakić (1981 február–1981 június) - Željko Tomac (1981–1986) - Marijan Seđak és Milan Blagovčanin (986–1987) - Vjekoslav Sardelić, Mladenko Mišković és Milan Vučković (1987–1988) - Josip Šojat (1988–1990) - Damir Čavlović (1990–1991) | - Drago Žiljak (1991–1992) - Mladenko Mišković (1992-1993) - Darko Dunato (1993 január–1993 június) - Drago Žiljak (1993–1994) - Ivan Munitić (1994–1995) - Drago Žiljak (1995–1997) - Ivan Munitić (1997–1999) - Damir Čavlović (1999–2003) - Zlatko Saračević (2003–2004) - Franko Mileta (2004 március–2004 december) - Williams Černeka (2004–2005) - Boris Dragičević (2005–2006) - Mladen Prskalo (2006–2007) - Drago Žiljak (2007–2009) | - Damir Čavlović (2009–2010) - Alen Kurbanović (2010–2012) - Igor Dokmanović (2012. október 2.–2012. október 9.) - Irfan Smajlagić (2012–2013) - Marin Mišković (2013–2017) - Igor Marijanović (2017–2018) - Drago Žiljak (2018 január–2018 július) - Nedjeljko Lalić (2018– ) |

## A klub nemzetközi kupaszereplése

### Versenysorozatok szerint
| Kupasorozat                                  | M  | Gy | D | V  | LG  | KG  | Az utolsó szezon |
| -------------------------------------------- | -- | -- | - | -- | --- | --- | ---------------- |
| Bajnokcsapatok Európa Kupája Bajnokok Ligája | 2  | 1  | 0 | 1  | 35  | 36  | 1992–1993        |
| EHF-kupa                                     | 14 | 7  | 0 | 7  | 319 | 356 | 2016–17          |
| Kupagyőztesek Európa-kupája                  | 10 | 3  | 0 | 7  | 231 | 246 | 2001-02          |
| City-kupa Challenge Cup                      | 4  | 3  | 0 | 1  | 94  | 85  | 1998-99          |
| Összesen                                     | 30 | 14 | 0 | 16 | 679 | 723 |                  |

Forrás: eurohandball.com Last updated on 26 November 2016.
M = Mérkőzések száma; Gy = Győzelem; D = Döntetlen; V = Vereség; LG = Lőtt gól; KG = Kapott gól

### Helyszín szerint
| Helyszín     | M  | Gy | D | V  | LG  | KG  | GK  |
| ------------ | -- | -- | - | -- | --- | --- | --- |
| Hazai pályán | 15 | 7  | 0 | 8  | 349 | 347 | +2  |
| Idegenben    | 15 | 6  | 0 | 9  | 330 | 371 | -41 |
| Összesen     | 30 | 13 | 0 | 17 | 679 | 718 | -39 |

Forrás: eurohandball.com

### Szezononkénti bontásban
| Szezon    | Versenysorozat                  | Forduló         | Dátum               | Klub                      | Első mérkőzés | Összesített eredmény | Visszavágó | Klub                   | Dátum                |
| --------- | ------------------------------- | --------------- | ------------------- | ------------------------- | ------------- | -------------------- | ---------- | ---------------------- | -------------------- |
| 1992-1993 | Bajnokcsapatok Európa Kupájának | 1. kör          | 1992. szeptember 9. | Pivovarna Laško Celje     | 25-17         | 36-35                | 11 – 18    | Zamet                  | 1992. szeptember 23. |
| 1998-1999 | City-kupa                       | 1/16            | 1998. október 3.    | HC Berchem                | 18-23         | 36- 50               | 18 – 27    | Zamet Autotrans        | 1998. október 10.    |
| 1998-1999 | City-kupa                       | Nyolcaddöntő    | 1998. november 7.   | US Dunkerque HBGL         | 23-20         | 49-44                | 21 – 23    | Zamet Autotrans        | 1998. november 14.   |
| 1999-2000 | City-kupa                       | 1/16            | 1999. október 3.    | Pfadi Winterthur          | 29-23         | 59-49                | 30-26      | Zamet Autotrans        | 1999. október 9.     |
| 2000-2001 | Kupagyőztesek Európa-kupája     | 3. forduló      | 2000. november 11.  | HCE Tongeren              | 15-16         | 31-41                | 16-25      | Zamet Crotek           | 2000. november 12.   |
| 2000-2001 | Kupagyőztesek Európa-kupája     | 4. forduló      | 2000. december 10.  | Zamet Crotek              | 20-21         | 41-53                | 21-32      | FC Porto               | 2000. december 17.   |
| 2001-2002 | Kupagyőztesek Európa-kupája     | 3. forduló      | 2001. november 9.   | Zamet Crotek              | 31-34         | 63-55                | 32-21      | Siauliai Universitetas | 2001. november 11.   |
| 2001-2002 | Kupagyőztesek Európa-kupája     | 4. forduló      | 2001. december 8.   | Zamet Crotek              | 23-24         | 37-48                | 14-24      | Montpellier Handball   | 2001. december 16.   |
| 2002-2003 | EHF-kupa                        | 2. forduló      | 2002. október 12.   | SKA Minszk                | 20-28         | 44-49                | 24-21      | Zamet Crotek           | 2002. október 13.    |
| 2002-2003 | EHF-kupa                        | 3. forduló      | 2002. október 12.   | Zamet Crotek              | 27-24         | 47-42                | 20-18      | Wealer Geleen HB       | 2002. november 16.   |
| 2002-2003 | EHF-kupa                        | 4. forduló      | 2002 december 8.    | Dinamo Viktor Sztavoszpol | 29-18         | 39-18                | 10-0       | Zamet Crotek           | 2002. december 14.   |
| 2012-2013 | EHF-kupa                        | 1. selejtezőkör | 2012. szeptember 8. | HK ASA Meso Lovoseice     | 27-23         | 59-56                | 32-33      | Zamet                  | 2012. szeptember 15. |
| 2016-2017 | EHF-kupa                        | 1. selejtezőkör | 2016. szeptember 2. | Créteil                   | 29-32         | 56-56                | 27-24      | Zamet                  | 2016. szeptember 10. |
| 2016-2017 | EHF-kupa                        | 2. selejtezőkör | 2016. október 8.    | CSM București             | 29-23         | 50-50                | 27-21      | Zamet                  | 2016. október 15.    |
| 2016-2017 | EHF-kupa                        | 3. selejtezőkör | 2016. november 19.  | Zamet                     | 23-34         | 43:66                | 32:20      | MT Melsungen           | 2016. november 26.   |

### Játékos rekordok
- A klub legtöbbször pályára lépő játékosa a nemzetközi kupákban: 27 mérkőzés[5]
  - Milan Uzelac
- A klub legeredményesebb játékosa a nemzetközi kupákban:[5]
  - Mateo Hrvatin

### A klub helyezése az EHF ranglistáján
2018. április 30-án frissítve, forrás: Az Európai Kézilabda-szövetség hivatalos oldala Archiválva 2019. április 25-i dátummal a Wayback Machine-ben
| Helyezés | Csapat                   | Pont |
| -------- | ------------------------ | ---- |
| 154      | RK Pelister              | 46   |
| 155      | KV Sasja HC              | 46   |
| 156      | RK ZAMET                 | 45   |
| 157      | TBV Lemgo                | 44   |
| 158      | Dinamo Viktor Sztavropol | 44   |

## Testvércsapatok
- ŽRK Zamet
- HNK Rijeka
- RK Pećine
- RK Mornar Crikvenica
- RK Kozala[6]